# 冷水浦站
冷水浦站（日语：／ Shimizuura eki */?）是位於和歌山縣海南市冷水，屬於西日本旅客鐵道（JR西日本）的紀勢本線（紀國線）車站。

## 歷史
- 1938年（昭和13年）12月15日 - 國鐵紀勢西線日方町站（現時為海南站）至加茂鄉站之間開設此站[1]。同日，紀勢西線的初島站也啟用。
- 1952年（昭和27年）10月1日 - 在未有通知情況下車站暫停營業，隨後再次營業。[2]
- 1959年（昭和34年）7月15日 - 三木里站至新鹿站之間開通，同時路線由紀勢西線改名為紀勢本線[1]。
- 1961年（昭和36年）9月1日 - 車站向和歌山方向遷移400米至現時車站位置，營業距離作出修正[2]
- 1987年（昭和62年）4月1日 - 伴隨國鐵分割民營化，車站由西日本旅客鐵道（JR西日本）營運[1]。
- 2004年（平成16年）6月2日 - 一輛重型卡車在車站上方的國道上翻滾。使在卡車上的原木散落在路軌上，當時設有一班從御坊出發往和歌山的快速列車通過此站（約500名乘客和職員）時出軌。使22名乘客重傷和輛傷。在事故約十分鐘，附近居民已經撥打110緊急電話通報，但由於原木壓毀無線基站，使列車無法接收無線信號，不能收到停止指示[3]。
- 2020年（令和2年）3月14日 - 車站可以使用「ICOCA」等交通系IC卡[4]。

## 車站構造
此站為設有2面2線相對式月台的地面車站，且配有轉轍器和絶對信號機，因此被定義為停留所。此站是由和歌山站管理的無人車站。月台位於路堤，在上下行線各月台近加茂鄉站設有樓梯。此站沒有設置站房，僅在月台上設置候車室。此站現時沒有乘車站證明票發票機（從前曾設有，但後來因故障而撤走），但於2013年3月22日在各方向的月台上各設置1台自動售票機。

### 月台
| 月台 | 路線   | 方向               |
| ---- | ------ | ------------------ |
| 1    | 紀國線 | 和歌山、天王寺方向 |
| 2    | 紀國線 | 御坊、新宮方向     |

- 以上的路線名是使用旅客資訊上的名稱（愛稱）。

## 使用狀況
以下列出近年1日平均乘車人次。
| 年度   | 一日平均 乘車人次 |
| ------ | ----------------- |
| 1998年 | 139               |
| 1999年 | 135               |
| 2000年 | 120               |
| 2001年 | 112               |
| 2002年 | 97                |
| 2003年 | 106               |
| 2004年 | 100               |
| 2005年 | 92                |
| 2006年 | 100               |
| 2007年 | 95                |
| 2008年 | 96                |
| 2009年 | 94                |
| 2010年 | 90                |
| 2011年 | 85                |
| 2012年 | 85                |
| 2013年 | 92                |
| 2014年 | 84                |
| 2015年 | 106               |
| 2016年 | 114               |
| 2017年 | 110               |

## 車站周邊
- 國道42號
- 冷水簡易郵局
- 藤白坂

## 巴士路線
- 海南市社區巴士　鰈川線

海南醫療中心方向 ／ 加茂鄉站、鰈川方向　（平日及星期六設有4往返班次）

## 相鄰車站
西日本旅客鐵道
 紀國線（紀勢本線）
■快速
通過
■普通（包括在阪和線內的快速及紀州路快速列車）
加茂鄉－冷水浦－海南

## 注腳
1. 1 2 3 4  曾根悟（日语：曽根悟）（監修）. 朝日新聞出版分冊百科編集部（編集） , 编. . 朝日百科週刊. 25號 紀勢本線、參宮線、名松線. 朝日新聞出版. 2010-01-10: 18–21.
2. 1 2  「天王寺鐵道管理局三十年寫真史」年表，車站變遷
3. ↑   (PDF). 航空、鐵路事故調査委員會. 2006-02-24  [2015-06-21]. （原始内容存档 (PDF)于2015-06-21）.
4. ↑  ２０２０年春ダイヤ改正について （页面存档备份，存于） JR西日本和歌山分社 2019年12月13日發布，2020年3月7日參閱
5. ↑  『和歌山縣統計年鑑』及『和歌山縣公共交通機關等資料集』

## 外部連結
- 冷水浦｜車站資訊：JR出門網 - 西日本旅客鐵道